# Indonesische Badmintonmeisterschaft 1952
Die Indonesische Badmintonmeisterschaft der Saison 1952/53 fand vom 25. bis zum 28. Dezember 1952 in Jakarta statt. Der veranstaltende Persatuan Bulutangkis Seluruh Indonesia (übersetzt: Indonesischer Badmintonverband) wurde zwar bereits am 5. Mai 1951 gegründet, die Meisterschaften 1952 und 1953 werden jedoch nicht in den offiziellen Handbüchern des Weltverbandes International Badminton Federation festgehalten. Austragungsort war das THHK Jakarta, die Halle des chinesisch-indonesischen Zunfthauses.

## Sieger und Platzierte
| Disziplin    | Gold             | Silber       | Bronze          |
| ------------ | ---------------- | ------------ | --------------- |
| Herreneinzel | Ferry Sonneville | Eddy Yusuf   | Tan King Gwan   |
| Dameneinzel  | Ong Hong Nio     | Tjoa Hon Nio | Teng Koen Liong |